# Мясниково (Владимирская область)
Мясниково — деревня в Гороховецком районе Владимирской области России, входит в состав Фоминского сельского поселения.

## География
Деревня расположена в 17 км на северо-запад от центра поселения села Фоминки и в 40 км на юго-запад от Гороховца.

## История
В окладных книгах 1678 года деревня входила в состав Индрусского прихода, в ней было 3 дворов крестьянских и 2 бобыльских.
В XIX — первой четверти XX века деревня входила в состав Гришинской волости Гороховецкого уезда, с 1926 года — в составе Сергиево-Горской волости Вязниковского уезда. В 1859 году в деревне числилось 40 дворов, в 1905 году — 69 дворов, в 1926 году — 116 дворов.
С 1929 года деревня являлась центром Мясниковского сельсовета Фоминского района Горьковского края, с 1940 года — в составе Гришинского сельсовета, с 1944 года — в составе Владимирской области, с 2005 года — в составе Фоминского сельского поселения.

## Население
| 1859 | 1905 | 1926 | 2002 | 2010 | 2021 |
| ---- | ---- | ---- | ---- | ---- | ---- |
| 28   | ↗502 | ↘481 | ↘34  | ↘24  | ↘18  |